# Nondualism
Nondualismul sau nondualitatea este doctrina filosofică inspirată din trăirea mistică a „non-separării tuturor lucrurilor”, simțite ca făcând parte din același Întreg universal. Este descrisă, în diverse contexte, ca fiind „unirea omului cu Dumnezeu” sau „identitatea dintre văzut și văzător” sau „interconexiunea tuturor lucrurilor” sau „dizolvarea eu-lui personal” etc.

## Etimologie
Nondualismul este un termen provenit din sanscritul advaita (dvaita înseamnă dualism, dualitate, iar prefixul a- este negația sa). A apărut din necesitatea exprimării unui concept metafizic ce nu poate fi descris altfel. 
Orice descriere sau afirmație este o limitare a Realității, o separare a Ei în două: într-o parte, ceea ce se afirmă sau se delimitează și în cealaltă parte, restul, orice altceva. Astfel, prin prefixul non-, negarea oricărei separări echivalează cu o afirmație totală și absolută. Cu alte cuvinte, nondualismul se referă la Realitatea absolută, ultimă, în care nu există nicio separare reală între ceva și altceva. 
În limbile europene se folosește curent și sinonimul „nondualitate”. Conform uzanțelor limbii române, nondualitatea se referă la trăirea directă, mistică, experiențială a Absolutului, unicul fără secund; iar nondualismul este sistemul de gândire din jurul acestei experiențe. Astfel, se spune conștiința nonduală, dar controverse nondualiste. Specialiștii fac observația că există mai multe „nondualisme” sau școli de gândire nondualiste, dar o singură nondualitate. 

## Definiții
Prin nondualitate, specialiștii (erudiți și mistici) se referă la:
1) Conștiința pură, în care subiectul cunoscător și obiectul cunoscut devin una, se topesc în actul cunoașterii. 
În acest sens, pentru o descriere mai exactă a realității, dacă am putea, ar trebui să evităm substantivele și să păstrăm numai verbele în vorbire; căci totul este dansul Vieții, toate particulele atomice răsar chiar acum din „supa cuantică”, fără nicio cauză detectabilă.
2) Identitatea dintre lumea fenomenală și Absolutul necreat. Deși lumea este formată, în aparență, dintr-o multitudine de obiecte, fenomene, evenimente, totuși, în realitate, toate sunt părticele dintr-o singură Substanță fluidă sau Ființă. Totul este Unu fără secund. Toate sunt legate între ele, interconectate prin intermediul Unicului care le cuprinde pe toate și care, de fapt, ESTE toate. 
Nu există perechile duale Dumnezeu-lume sau Dumnezeu-diavol sau minte-materie, sau Atman (spiritul individual) - Brahman (spiritul universal), ci toate sunt un Întreg nefragmentat. 
3) Viziunea detașată și neutră, iubirea necondiționată a vieții, cu bunele și cu relele ei. Lupta contrariilor și gândirea dihotomică nu sunt negate din punct de vedere practic, dar acestea limitează concepțiile de viață, impunându-ne să adoptăm neapărat o singură poziție.    Nondualitatea oferă o viziune de martor detașat, impersonală și nepartizană. 
Chiar dacă are preferințele și opiniile sale, înțeleptul nu le dă importanță, fiindcă el nu-și extrage identitatea profundă nici din opiniile sale, nici din profesia sa, nici din averea sa, nici din statutul social sau rolurile familiale și din niciun alt rol efemer pe care trebuie să-l joace. 
4) Unirea mistică dintre om și Dumnezeu. Specific nondualității este că dispare senzația de eu, de persoană autonomă și separată de restul universului. În experiențele mistice de supraconștiință, corpul fizic se dizolvă în Lumina divină. În starea de iluminare fără pierderea conștiinței normale, corpul fizic e perceput a fi un obiect ca oricare altul, neaparținând cuiva anume. Conștiința nu mai are un centru, un punct din care privește împrejur, ci se simte pretutindeni. Dispare granița dintre eu și cosmos. 
Sinele individual – cu valențele sale de conștiință-de-sine, liber-arbitru, egocentrism – este o iluzie (maya). Eul  este doar un grupaj de stări trecătoare și senzația iluzorie că acestea ar proveni dintr-un centru fix. Toate se întâmplă automat, nu ca urmare a voinței unor agenți separați de Întreg, deci nu există niciun „făptuitor” autonom.
Nondualitatea este descrisă în mai multe feluri de către mistici diferiți, din cauza naturii incomprehensibile a Absolutului, cât și stadiilor psihice diferite în care se află fiecare (același mistic putând avea experiențe tot mai plenare, pe măsura trecerii anilor). 
Absolutul nu poate fi înțeles de către rațiune, ci este perceput cu un alt simț, non-mental, intuitiv. De aceea, deseori, descrierile nondualiste sunt paradoxale, oximoronice. Este și acesta un motiv pentru emergența a mai multe doctrine nondualiste, în care se accentuează una sau alta dintre calitățile Absolutului, conform cu trăirile misticilor respectivi.

## Fenomenologie
Nu ar fi existat nondualismul dacă n-ar fi existat oameni care să fi trăit nondualitatea. Ea este imposibil de înțeles și chiar de imaginat nu pentru că ar fi complicată, ci dimpotrivă, fiindcă este mult prea simplă. Chiar și cei care o descriu „din interior” afirmă că ceea ce spun este o metaforă, o încercare neputincioasă, fiindcă nu există nicio noțiune comparabilă. De aceea, limbajul mistic seamănă de multe ori cu cel poetic. 
De aici a apărut și expresia sanscrită neti-neti, adică „nici asta; și nici asta”, negațiile continuându-se la nesfârșit. Iar maestrul zen Harada Daiun Sogaku a spus, în același sens: «Zen înseamnă să vinzi apă lângă râu».
În ciuda descrierilor diferite, se pare că există un nucleu comun al tuturor acestora, intuit ca fiind Realitatea fundamentală a existenței , numit uneori și Dumnezeu, natura de Buddha, unimea, natura originară, conștiința divină, mintea necondiționată, lumina divină etc. 
Experimentarea directă a nondualității se numește iluminare sau trezire nonduală, în limbaj occidental modern, pe lângă alte denumiri tradiționale: prajna, bodhi, turiya, kensho, satori, gnosis, kenosis etc. 
Este diferită de alte „iluminări spirituale”, care sunt acele insight-uri personale, trăiri speciale, stări de conștiință modificată în care se păstrează eul – ele fiind resimțite ca o experiență a „mea”, o revelație a „mea”, o beatitudine a „mea”. Tipic iluminării nonduale e că este impersonală. Totuși, s-a raportat o gradație a stărilor de conștiință posibile, de la cele personale spre cele tot mai impersonale. 
Trezirea nonduală este deseori definită, dezarmant de simplu, prin „a percepe ceea ce există” , ceea ce semnifică o percepție pură, lipsită de reprezentările mentale pe care, de obicei, le asociem cu ceea ce percepem. Adică o simplificare la maximum a activității mintale, fără însă a pierde funcțiile normale și capacitatea de a relaționa cu mediul și cu semenii. Este o integrare a abilităților umane obișnuite în cadrul unei viziuni mai vaste, a unei intuiții metafizice dincolo de preocupările și înțelegerea comună.
Privind de la acel nivel, devine clar că reprezentările noastre mintale sunt iluzorii, ca un voal aruncat peste conținutul realității. Noi nu percepem realitatea așa cum este ea, golită de sensuri și scopuri , ci prin intermediul interpretărilor și proiecțiilor pe care i le atribuim în minte. 

### Diferența dintre extaz și iluminare
Nondualiștii fac distincție între o experiență iluminatorie, care este o scurtă licărire a Absolutului, și iluminarea stabilă sau eliberarea (moksha sau kaivalya în hinduism), care înseamnă trăirea continuă și neperturbată a stării de iluminare pe tot parcursul vieții.
La rândul său, experiența iluminatorie (samadhi) se poate întâmpla fie cu pierderea conștienței normale (de obicei, în meditație yoghină), fie în stare de veghe (involuntar).
Înțeleptul Ramana Maharishi a menționat diferența fundamentală dintre kevala nirvikalpa samadhi și sahaja nirvikalpa samadhi, care sunt două forme de unire cu Absolutul.  Prima apare într-o stare contemplativă, cu ochii închiși și cu pierderea contactului cu realitatea fizică, pe o durată limitată. A doua este păstrată pe tot parcursul zilei, fără niciun efort și fără pierderea facultăților omenești normale. Cea din urmă se mai numește eliberare sau starea de jivan-mukta (cel eliberat cât încă este în viață). 
Kevala nirvikalpa samadhi este considerat extazul suprem în tradiția yoga. El lasă o impresie extrem de puternică asupra omului respectiv. Trăirea are o intensitate gigantică, insuportabilă într-o stare de conștiență normală. Totuși, efectul energetic se diluează treptat, odată cu trecerea timpului, dacă experiența nu se repetă.
În al doilea caz, sahaja samadhi, omul se obișnuiește treptat cu noua percepție psiho-mentală, adaptată la posibilitățile organismului uman. Cum spune un koan Zen, «Înainte de iluminare, tăiam lemne și căram apă; după iluminare, tai lemne și car apă». Viața eliberatului continuă ca mai înainte, privită din exterior; dar viziunea interioară este radical și definitiv schimbată.

### Controverse nondualiste
Experiențele iluminatorii se pot ivi în timpul practicării anumitor metode spirituale sau ulterior lor. Dar pot apărea și spontan, chiar la persoane care n-au urmat anterior o cale spirituală (cum a fost cazul autorului Eckhart Tolle sau cel al înțeleptului Ramana Maharishi). 
De asemenea, iluminarea nonduală poate fi uneori însoțită de ridicarea energiei Kundalini și de fenomene energetice spectaculoase, nu toate plăcute. Totuși, nondualitatea este o stare mai presus de orice fenomen sau energie, este fundalul necreat pe care apar toate manifestările Creației.
La ora actuală, există o dezbatere aprinsă între apărătorii tradițiilor nondualiste și iluminați apăruți de aiurea, fără a fi urmat o cale spirituală. Primii susțin necesitatea pregătirii spirituale, urmând o tradiție autentică și practici contemplative, pentru a putea susține și înțelege copleșitoarea trăire nonduală.  Ceilalți spun că nu e nevoie de metode sau eforturi spirituale, care oricum, de cele mai multe ori, nu dau rezultatele mult-promise – ci iluminarea nonduală este un act de grație divină. 
Mulți iluminați recunosc faptul că nondualitatea este „calea fără de cale”, adică nu poate fi predată și învățată, fiindcă nu se poate face nimic pentru a ajunge la ea – ea este deja totul, inclusiv căutarea ei; iar căutarea perfecțiunii presupune că ar exista ceva imperfect sau lipsă – or, paradoxal, totul este deja perfect așa cum este. Și totuși, aceiași iluminați îi învață pe căutătorii spirituali ce să facă pentru a atinge și ei această stare minunată. Este un alt paradox cu care ne întâlnim în nondualism, dar nu numai aici. 
În era internetului, nondualismul a proliferat incredibil de mult. Mai mult chiar, învățători nondualiști precum Eckhart Tolle și Shunyamurti spun că este inevitabil ca nondualitatea să devină „credința” predominantă în viitor, răsturnând vechile religii. Tradiționaliștii nu sunt de acord, citând spusele vechilor maeștri că iluminarea este extrem de rară, fiind cunoscuți doar câțiva în istoria omenirii. Iar cei care afirmă că s-au iluminat privind un video pe YouTube sau în urma unei suferințe personale se păcălesc singuri, pe baza unei experiențe superficiale.
În ciuda eforturilor milenare ale unor tradiții și maeștri respectabili, fenomenul iluminării nonduale nu este nici previzibil, nici provocabil la voință, nici înțeles. Efectul psihologic este radical, dar variabil de la om la om, și de aceea nu are aplicații practice generale (deși există încercări lăudabile de a folosi învățăturile nondualiste ca metodă psiho-terapeutică). 
În schimb, nondualismul poate fi adoptat de oricine ca filosofie de viață, posibile beneficii fiind împăcarea cu paradoxurile și cu lipsa explicațiilor logice. Una din manifestările egotice este întrebarea „de ce mi se întâmplă asta tocmai mie?”. Când această tendință obișnuită de acuzare și victimizare se diminuează, înseamnă că eul a început să se dizolve, așternându-se calmul înțelegerii că viața mea este o secvență dintr-un film infinit de complex (lila ), în care Divinul este, simultan, regizorul, actorul și spectatorul. Și, ca filmul să fie interesant, trebuie să conțină contraste, tensiuni și rezolvări.

### Aspecte psihologice
Nu toți oamenii care au parte de o trăire iluminatorie de mai lungă durată se pot adapta la ea, în special dacă nu au avut informații prealabile despre nondualitate, nu și-au dorit-o niciodată și, pur și simplu, nu se simt bine în ea. Unii se adresează psihiatrilor sau psihologilor pentru a-i readuce la „normal”. Astfel, iluminarea nonduală a fost încadrată și ca boală psihică, sub numele de  tulburare disociativă de depersonalizare-derealizare. 
Într-adevăr, iluminarea nonduală înseamnă pierderea sau dizolvarea eu-lui personal, însoțită apoi de senzația că lumea este ireală și reală în același timp. Când această trăire se prelungește pe durata a săptămâni sau luni, poate deveni inconfortabilă. Totuși, dacă se depășește stadiul de disconfort inițial, înțelegând fenomenul grandios care se desfășoară în corpul-minte, și se produce adaptarea la noul regim de funcționare psihică, atunci apare o mare ușurare, seninătate, senzație de libertate nemăsurată, iubire necondiționată a tuturor manifestărilor vieții. 
Fiindcă, odată cu eul, dispare automat și senzația de făptuitor , este foarte posibil să înceteze și unele sentimente neplăcute precum plictiseala, rușinarea, regretele, vina, anxietatea și alte emoții negative. 
În urma unui scurt episod iluminatoriu, omul rămâne perplex. Apoi, amintindu-și de starea trăită, unică și incomparabilă, poate că va dori să o retrăiască, simțindu-se acum frustrat de lipsa ei. Dacă iluminarea nu se va repeta, este posibil să apară o depresie adâncă, cunoscută în literatura spirituală ca „noaptea neagră a sufletului”. Nondualiștii spun că, mai curând, aceasta este semnul agoniei eu-lui, un proces de moarte psihică, la care acesta asistă neputincios și trist.
Din alt punct de vedere, nondualiștii afirmă că sclipiri de nondualitate avem cu toții în fiecare zi, dar nu le dăm atenție. Se întâmplă, de pildă, atunci când rămânem câteva clipe privind în gol, fără gânduri, într-o stare de transă; sau atunci când avem o inspirație artistică și ne lăsăm purtați de ea, uitând de propria persoană. 
Totuși, din obișnuință, revenim la vechea conștiință-de-sine, singura stare în care ni se pare că avem un control asupra realității, deci o relativă siguranță. Exact această iluzie de control  ne provoacă tuturor o surdă sau mai acută suferință: insatisfacția de a avea un eu (numită sankhara-dukha în budism, conform primului adevăr nobil), manifestată prin senzația constantă că ceva lipsește, că ceva nu e în regulă, că ceva trebuie corectat.

## Critici
- Deseori, nondualismul este acuzat că ar fi nihilist, agnostic și fatalist. Nondualiștii radicali demontează astfel criticile [11]:

Din experiența tuturor iluminaților, Absolutul este vid, lipsit de orice calități. Acesta „visează” universul în mod neîntrerupt, care, prin urmare, este real și ireal, în același timp; ca și un vis, este real pentru personajul din vis, dar ireal la trezire. 
A percepe irealitatea sau iluzia lumii înseamnă înțelepciune; a fi îndrăgostit de ea, deși vezi că-i vis, un vis lucid, înseamnă fericire. Dar acest tip de fericire poate apare numai în lipsa unui eu, este o beatitudine a nimănui. Moralitatea survine automat din această seninătate; și, oricum, ea nu poate fi impusă, din moment ce nu mai există un ego bazat pe frică.
Trezirea nonduală înlătură voalul ignoranței metafizice (avidya ), dar contrar speranțelor eu-lui, nu oferă o înțelegere a tainelor creației. 
 Iluminarea nu oferă nimic persoanei și, de obicei, nu are nicio legătură cu puterile paranormale. Mintea nu progresează în cunoașterea anterioară, ci dimpotrivă, realizează că tot ce știa era fals. 
Dar asta nu înseamnă că omul își pierde abilitățile, amintirile și cunoștințele. Dimpotrivă, poate deveni mult mai inspirat, fiindcă nu mai este încorsetat de ego. Omul obișnuit consumă multă energie menținând iluzia unui eu separat, iar când aceasta se destramă, toată acea energie devine disponibilă pentru creativitate.  
În starea de iluminare, este evident că nu există altceva decât Unimea, care se manifestă în toate aspectele lumii și prin toate creaturile. Nu doar că nu există liber-arbitru, ci chiar mai „grav” pentru ego: nu există nicio ființă separată care ar putea avea mai multă sau mai puțină libertate. 
Libertatea este inerentă Unimii și numai omul care se simte una cu totul trăiește libertatea divină, singura reală. 
- O altă obiecțiune rațională este următoarea: Dacă este adevărat că eul nu există, atunci de ce învățăturile nondualiste propun diverse metode de a scăpa de el?

Răspunsul este că învățăturile, ca și senzația de persoană separată și orice altceva, fac parte din marea Iluzie dualistă. Ele joacă un rol „salvator” pentru a contra „suferința” în această piesă de teatru cosmic (lila ). Deși eul nu există în realitatea ultimă, efectele sale aparente există. Dispariția eu-lui nu înseamnă altceva decât dispariția aparențelor odată cu dezgolirea adevărului.

## Nondualitatea în tradiții
Diverse teorii și concepte legate de nondualism și de conștiința nonduală sunt prezente într-o mare varietate de tradiții religioase și filosofii. Deși sistemele metafizice pot diferi, ele se referă la o experiență similară.  Dintre ele, menționăm următoarele tradiții și concepte:
- Ascetismul indian anterior budismului și hinduismului, așa cum ne este prezentat în Upanișade, care a pus bazele Vedantei.
- Budism:
  - Conceptele de nirvana și de minte luminoasă.
  - Conceptul de shunyavada al școlii Madhyamaka, care susține că nu există nicio separare reală între samsara și nirvana.
  - Conceptul de vijnanavada al școlii Yogachara, care susține că nu există nicio distincție între subiect și obiectele percepute de acesta. Mai susține că nu există altceva decât conștiință.
  - Conceptul de tathagatagarbha, care susține că toate ființele dețin potențialul de a deveni Buddha.
  - Budismul Vajrayāna, inclusiv tradițiile tibetane Dzogchen și Mahamudra.
  - Budismul est-asiatic precum Zen și Huayan, mai ales cu conceptele lor de minte goală și interconexiunea sau codependența tuturor lucrurilor.
- Hinduism:
  - Școala Advaita Vedanta a lui Shankara, care învață că singura realitate este Conștiința pură, lumea fiind ireală (maya).
  - Formele nondualiste de Tantra hindusă, care includ Shivaismul din Kashmir și Shaktismul. Au o viziune similară cu Advaita, cu diferența că ele învață că lumea nu este ireală, ci o manifestare reală a Conștiinței.
  - Formele moderne de Hinduism care predau mai ales Advaita, precum și sfinți indieni moderni precum Ramana Maharishi și Swami Vivekananda.
- Taoismul, care învață că există o singură forță subtilă universală sau putere cosmică creatoare, numită Tao.
- Religii avraamice:
  - Misticii creștini care promovează experiența nonduală, precum Meister Eckhart și Juliana din Norwich. Scopul acestui nondualism creștin este de a aduce credinciosul mai aproape de Dumnezeu și a realiza unirea cu Divinitatea.
  - Sufismul din islam
  - Cabala din iudaism
- Tradiții occidentale:
  - Neoplatonismul învață că există o singură sursă a întregii realități, Unicul.
  - Gnosticismul
  - Filosofi occidentali precum Hegel, Spinoza și Schopenhauer, fiecare susținând diverse forme de monism filosofic și idealism.
  - Transcendentalismul american, mișcare influențată de idealismul german și religiile Indiei.
  - Teosofia
  - Mișcarea New Age

## Nondualiști din diverse timpuri și locuri
Iată câțiva gânditori, scriitori și artiști aparținând de diverse tradiții religioase, politice și culturale, care au exprimat în operele lor idei nondualiste.

### Gânditori occidentali antici și medievali
- Parmenide (Grecia, sec. 5 î.Hr.)
- Heraclit (Grecia, sec. 5 î.Hr.)
- Plotin (Grecia, sec. 3 î.Hr.)
- Marguerite Porete (Franța, ?-1310)
- Meister Eckhart (Germania, cca. 1260-1328)
- Juliana din Norwich (Anglia, cca. 1343-1416)

### Gânditori occidentali moderni
- Baruch Spinoza (Olanda, 1632-1677)
- Georg W. F. Hegel (Germania, 1770-1831)
- Friedrich W. J. Schelling (Germania, 1775-1854)
- Arthur Schopenhauer (Germania, 1788-1860)
- Ralph Waldo Emerson (SUA, 1803-1882)
- Friedrich Nietzsche (Germania, 1844-1900)
- William James (SUA, 1842-1910)
- Bertrand Russell (Anglia, 1872-1970)
- Richard Buckminster Fuller (SUA, 1895-1983)
- Ludwig Wittgenstein (Austria, 1889-1951)

### Gânditori și maeștri orientali
- Yajnavalkya (India, sec. 7 î.Hr.)
- Lao Tsî (China, sec. 6 î.Hr.)
- Gautama Siddhartha, „Buddha” (India, sec. 5 î.Hr.)
- Chuang Zî (China, sec. 4 î.Hr.)
- ISUS din Nazaret, „Cristos” [14] (Israel, 1-33)
- Nagarjuna (India, sec. 2-3)
- Gaudapada (India, sec. 6)
- Adi Shankara (India, sec. 8)
- Rumi (Anatolia, 1207-1273)
- Wang Yangming (China, 1472-1529)
- Ramakrishna (India, 1836-1886)
- Swami Vivekananda (India, 1863-1902)
- Ramana Maharishi (India, 1879-1950)
- Meher Baba (India, 1894-1969)
- Nisargadatta Maharaj (India, 1897-1981)
- Jiddu Krishnamurti (India, 1895 - SUA, 1986)
- Osho Rajneesh (India, 1931-1990)
- H. V. L. Poonja, „Papaji” (India, 1910-1997)
- Maharishi Mahesh Yogi (India, 1918-2008)

### Scriitori și conferențiari
- Henry David Thoreau (SUA, 1817-1862)
- Herman Melville (SUA, 1819-1891)
- Walt Whitman (SUA, 1819-1892)
- Khalil Gibran (Liban, 1883 - SUA, 1931)
- Aldous Huxley (Anglia, 1894-1963)
- Alan Watts (Anglia, 1915 - SUA, 1973)
- Clarice Lispector (Ucraina, 1920 - Brazilia, 1977)
- Jean Klein (Germania, 1912 - SUA, 1998)
- Richard Bach (SUA, 1936-)
- Neale Donald Walsch (SUA, 1943-)

### Maeștri spirituali contemporani
- Chogyal Namkhai Norbu (Tibet, 1938-)
- Pema Chödrön (SUA, 1936-)
- Byron Katie Mitchell (SUA, 1942-)
- Francis Lucille (Franța, 1944-)
- Eckhart Tolle (Germania, 1948-)
- Ken Wilber (SUA, 1949-)
- Sri Mooji (Jamaica, 1952-)
- Madhukar (Germania, 1957-)
- Rupert Spira (Anglia, 1960-)
- Shunyamurti (SUA, ?-)
- Adyashanti (SUA, 1962-)
- Jeff Foster (Anglia, 1980-)

### Scriitori, conferențiari români recenți
- Ilie Cioară (1916-2004)
- Ionuț Spiridon, „Atmaji”
- Laurențiu Marga
- Marius Crețu
- Cătălin Manea
- Marius Mihai Lungu
- Cristian Cotea
- Laura Averchi
- Paul Avram, "Tukaram"
- Alexandru Răduță